# Vitebsk
Vitebsk (hviderussisk: Віцебск, tr. Vitsjebsk; russisk: Витебск, tr. Vitebsk) er en by i det nordøstlige Hviderusland tæt på grænsen til Rusland. Byen er administrativt centrum for Vitebsk voblast, har et areal på 124,5 km² og har 358.927(2025) indbyggere, hvilket gør den til landets fjerdestørste by efter Minsk, Homel og Mahiljow.
Vitebsk er den næst ældste by i Hviderusland efter Polotsk og blev grundlagt på de høje bredder hvor floden Vitsba, der har givet navn til byen, udmunder i Daugava. Vitebsk voksede frem ved væringernes handelsrute til Konstantinopel. Ifølge en vandrehistorie fra 1700-tallet grundlagde den hellige Isapostolos prinsesse Olga byen. Byen voksede frem omkring en flodhavn ved floden Daugava som et center for de forenede krivitjstammer i en bekvem geografisk position ved krydsningen af de vigtige handelsruter. Placeringen bidrog til byens vækst og velstand i de kommende århundreder.

## Historie
I 11 og 1200-tallet var Vitebsk hovedstaden i Fyrstendømmet Vitebsk, et fyrstedømme, der lå ved en flodruten fra Østersøen til Sortehavet. I 1320 blev byen inddraget i storfyrstedømmet Litauen som medgift for Prinsesse Maria, storfyrste Algirdas af Litauens første hustru. I 1351 havde byen bygget et palads til prinsessen. I 1410 deltog Vitebsk i slaget ved Grunwald. I 1597 fik Vitebsk bevilget Magdeburgrettigheder. Imidlertid blev byen frataget rettighederne i 1623, efter at borgerne havde gjort oprør imod Brestunionen og dræbt ærkebiskop Jazafat Kuntsevitsj. Under den første deling af Polen i 1772, blev Vitebsk annekteret af det Russiske Kejserrige.
Under det Russiske Kejserrige blev Vitebsk historiske centrum ombygget i nyklassicistisk arkitektur.
I 1919 blev Vitebsk udråbt til at være en del af Den Socialistiske Sovjetrepublik af Hviderusland, men blev hurtigt overført til Russiske SFSR og senere til den kortlivede Litauisk-Hviderussiske SSR. I 1924 blev byen dog atter en del af Hviderussiske SSR.
Under Operation Barbarossa blev byen indtaget af Nazi-Tyskland den 10. juli 1941. Den gamle by blev næsten fuldstændigt tilintetgjort under Anden Verdenskrig. Efter omfattende kampe befriede Den Røde Hær Vitebsk den 26. juni 1944.
Før Anden Verdenskrig havde Vitebsk haft en betydelig jødisk befolkning:. I henhold til russisk folketælling fra 1897 udgjorde jøder 34.400, ca. 52 %, ud af en samlet befolkning på 65.900. Op imod 15.000 af byens jødiske befolkning blev myrdet under massakrer i Vitebsk Ghetto i de første måneder efter besættelsen.

## Økonomi
Vitebsk er jernbane- og vejknudepunkt. Der findes mere end 300 industrivirksomheder i byen indenfor bl.a. maskinbyggeri, metalforarbejdning, fødevareindustri, tekstilindustri, fremstilling af elektriske apparater, byggematerialer og træ. I Vitebsk ligger bryggeriet "Browar Dvina".
De største ingeniør- og metalbearbejdningvirksomheder er: Vistan, Vitebsk elektriske måleinstrumenter, Vitebsk instrumentfabrik, Vitebsk radio- komponentfabrik, SoyuzKabel og Vitebsk maskinreparationsfabrik.

### Transport
Vitebsk betjenes af Vitebsk Lufthavn, der ligger 10 km fra centrum og beflyves af charterfly fra Belavia.
Vitebsk jernbanestation betjenes af Hvideruslands jernbaner og har bl.a. fjerntogsforbindelser til Minsk, Pskov, Skt. Petersborg, Homel, Smolensk og Moskva.
Byen har 9 sporvognslinjer, 10 trolleybuslinjer og 53 busruter. Vitebsk sporvogne blev sat i drift i 1898, et år tidligere end i Moskva og 9 år tidligere end i St. Petersborg.

## Kendte personer fra Vitebsk
- Maleren Marc Chagall var født i Vitebsk
- Flydesigneren Pavel Sukhoj var født og voksede op i en lille landsby nær Vitebsk.
- Isser Harel - Israelsk efterretningschef
- Semjon Akimovitj An-skij - Russisk-jødisk forfatter, digter, aktivist og etnograf